# Rodovia Presidente Dutra

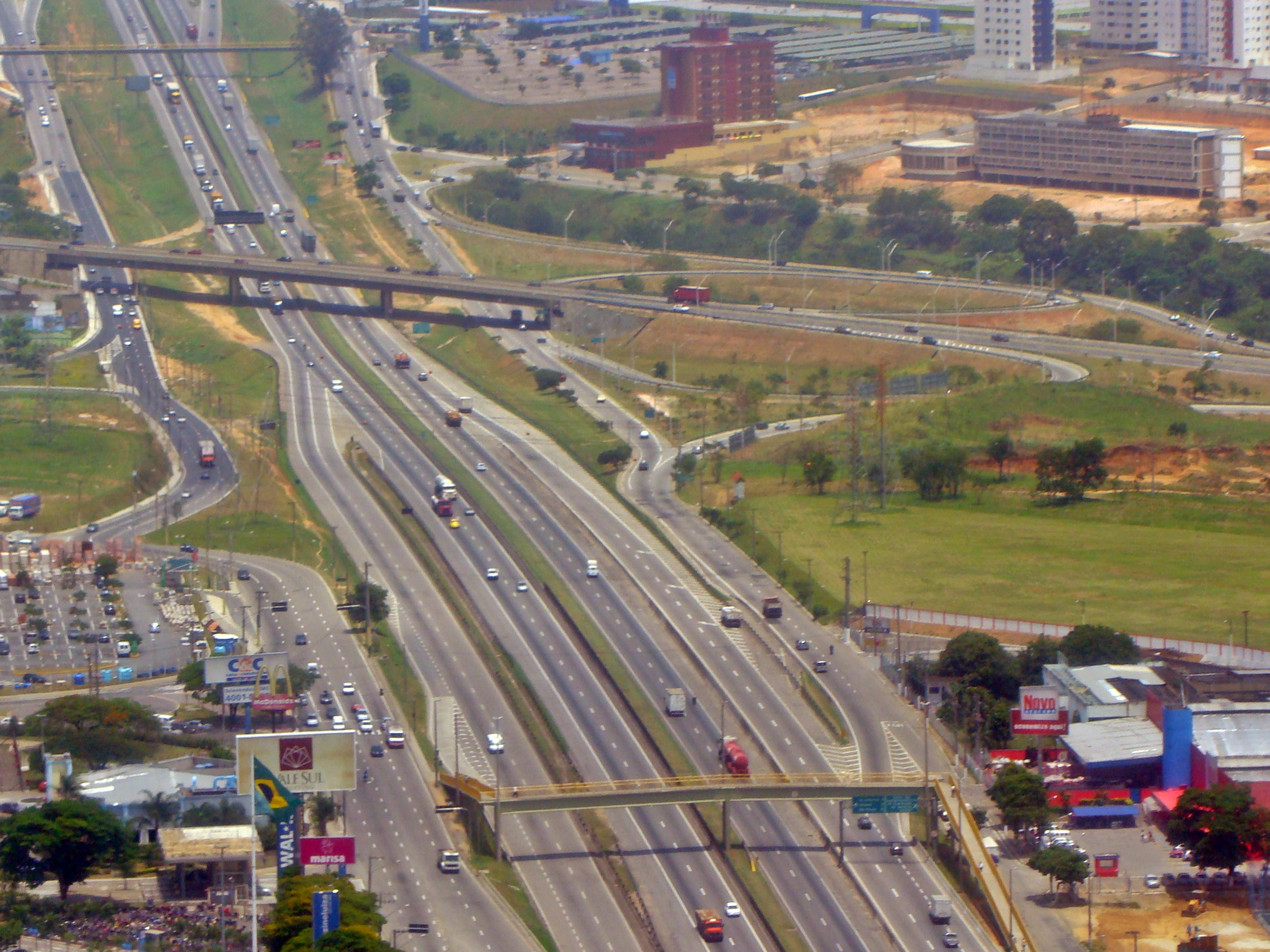
Vue de l'autoroute près de São José dos Campos.

La Rodovia Dutra, ou Via Dutra, est une autoroute de l'État de São Paulo au Brésil, codifiée SP-60.